# 特里克拉特涅
47°42′6″N 31°18′13″E / 47.70167°N 31.30361°E
特里克拉特涅（烏克蘭語：Трикратне），是烏克蘭的村落，位於該國南部尼古拉耶夫州，由沃茲涅先斯克區負責管轄，始建於1914年，面積0.09平方公里，海拔高度95米，2001年人口786，人口密度每平方公里9,139.5人。